# 特克公爵
特克公爵（英语：Duke of Teck；德语：Herzöge von Teck）曾在日耳曼土地上被创建过两次。首次为哲林根王朝的旁系分支，被封在士瓦本公國的特克堡（後由符騰堡王朝佔領）。
因亞歷山大王子與雷戴伊·克勞迪雅的貴庶通婚，他們的任何後裔，無法獲得符騰堡公爵及符騰堡王子的頭銜。兩人的長子弗朗西斯在1863年被威廉一世授予特克侯爵（Fürst von Teck）的頭銜。1871年，卡爾一世提升特克侯爵為公爵（Herzöge von Teck）。後來特克家族的後裔大量的與英國王室聯姻，並居住在當地。因此被視為英國王室成員。

## 特克第一家族
阿达尔伯特一世為策林根公爵康拉德一世之子。他在父親逝世後繼承了特克堡周圍的領土。1186年，長兄策林根公爵伯托德四世逝世後，阿達爾伯特一世開始使用特克公爵的頭銜。阿達爾伯特的後代——特克公爵康拉德二世曾是神聖羅馬皇帝帝位的候選人之一，但在次年被殺害。

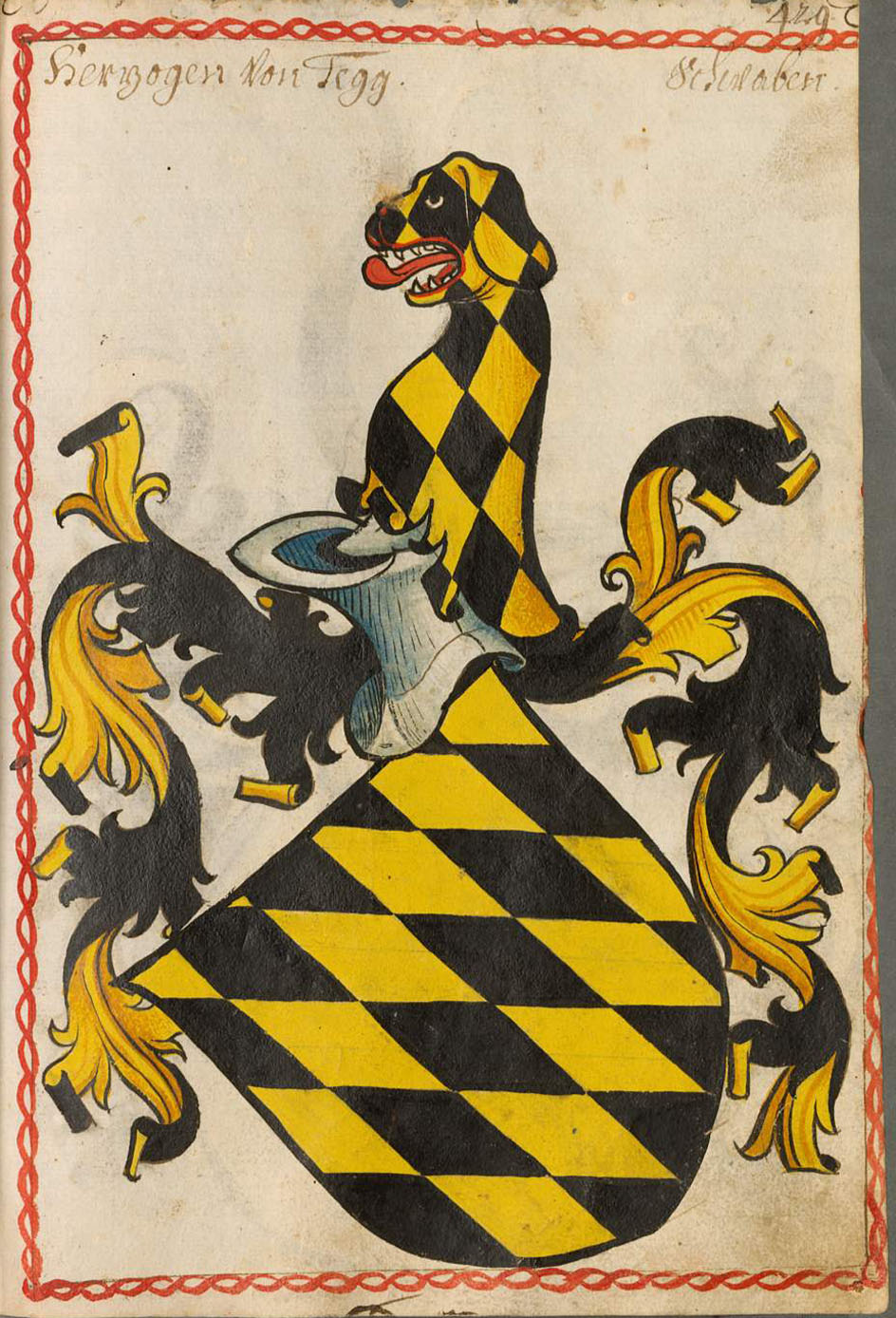
特克公爵的紋章 1450–1480

13世紀，特克家族分為特克-奥伯恩多夫家族及特克-歐文家族。特克-奥伯恩多夫家族的最後一位公爵在1363年逝世，特克-歐文家族的公爵弗雷德里希將奧伯恩多夫的財產賣給了霍恩贝格伯爵。1365年，歐文支係的公爵獲得了明德尔海姆，但在1381年不得不將特克堡周圍的領地。特克第一家族的最後一位成員——特克的路德維希在1439年逝世，第一家族滅亡。
1459年，時任神聖羅馬皇帝馬克西米利安一世提升符騰堡伯爵埃伯哈德五世為公爵（稱埃伯哈德一世），並授予已經滅亡的特克公爵的頭銜。特克公爵的頭銜和符騰堡公爵共同世襲。1806年，在符騰堡選帝侯弗雷德里希一世在登基稱王之後，放棄了特克公爵的頭銜。

## 特克第二家族
特克家族（英語：House of Teck；德語：Haus Teck）又稱特克-劍橋家族（英語：Teck-Cambridge Family），發源自德國的英國貴族家族。在1981年，第二代劍橋侯爵喬治逝世後，家族滅絕。
符騰堡的亞歷山大公爵為1805年成為王國的符騰堡王朝的旁系成員及奧地利的少將。1835年，亞歷山大與非統治王朝出生的雷戴伊·克勞迪雅（後被冊封為霍亨施泰因女伯爵）結婚，此次婚姻為貴庶通婚，兩人的子嗣並沒有符騰堡王位的繼承權。1837年，兩人的長子弗朗西斯·馮·霍恩斯坦伯爵（後弗朗西斯·馮·特克）出生。此前，在1835年，雷戴伊·克勞迪雅被奧地利皇帝斐迪南一世授予霍亨施泰因女伯爵的頭銜.。

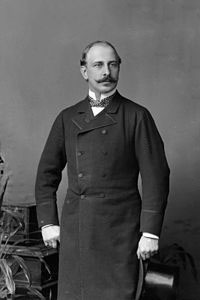
特克公爵弗朗西斯

1863年，威廉一世授予弗朗西斯·馮·霍恩斯坦伯爵特克侯爵的頭銜，此後他被稱為特克侯爵弗朗西斯，同時還獲得了殿下（Serene Highness）的頭銜，並能由男性後嗣繼承。1866年，弗朗西斯與英國喬治三世的孫女劍橋的瑪麗·阿德萊德郡主結婚。由於夫婦倆必須依靠會議津貼生活，並且弗朗西斯所獲得的收入也很少，因此夫婦倆長時間居住在英格蘭（先在肯辛頓宮，後遷至皇家小屋）。這兩處房產都是由維多利亞女王借給他們夫婦倆的。
1871年，卡爾一世提升特克侯爵為公爵（Herzöge von Teck），並允許男性後裔繼承。1887年，維多利亞女王在不世襲的情況下授予弗朗西斯殿下（Highness）的頭銜。1863年，特克公爵夫婦的獨女維多利亞·瑪麗嫁給約克公爵喬治王子。1900年，弗朗西斯逝世，長子阿道弗斯繼承特克公爵爵位，喬治五世在1911年授予殿下（Highness）稱號，並作為個人頭銜，不世襲。
特克公爵的頭銜一直持續到一戰爆發。一战期间，大英帝国绵延着大量的反德情绪，因此乔治五世将日耳曼式的家族名称萨克森-科堡-哥达王朝改以温莎城堡为名的经典盎格鲁式的温莎王朝名称，并放弃了等所有的德国头衔，包括所有王室成员。通过1917年7月14日签发的皇家授权书，阿道弗斯及其弟亞歷山大同样的放弃一切德国头衔、称号及荣誉，并将特克家族的名称以他们的外祖父剑桥公爵阿道弗斯王子的领地剑桥改为剑桥家族。
1917年，阿道弗斯被喬治五世授予劍橋侯爵、艾爾特姆伯爵、诺萨勒顿子爵，長子喬治以艾爾特姆伯爵的頭銜作為禮節頭銜。其他孩子獲得勛爵或女勛爵的頭銜。阿道弗斯的弟弟亞歷山大在1904年與奥尔巴尼的爱丽丝公主結婚，1917年被授予阿斯隆伯爵及特雷马顿子爵的頭銜。所有的特克家族成員，都將姓氏改為劍橋。
1981年，第二代劍橋侯爵喬治逝世後，家族滅絕。